# Georges Terlinden
Burggraaf Georges Terlinden (Gent, 15 oktober 1851 - Schaarbeek, 28 november 1947) was procureur-generaal bij het Belgisch Hof van Cassatie (1911-1926).

## Levensloop
Georges-Charles Terlinden, telg uit de familie Terlinden, was een zoon van Charles-Jacques Terlinden (Gent, 1826 - Elsene, 1891), voorzitter van het hof van beroep in Brussel, die in 1874 erkenning in de erfelijke Belgische adel had verkregen. Zijn moeder was Marie-Jeanne Blancquaert (1830-1920) uit Vinderhoute.
Hij trouwde in 1877 in Schaarbeek met Thérèse Eenens (1857-1920), dochter van volksvertegenwoordiger Alexis Eenens. Langs hun zoon, luitenant-generaal Jacques Terlinden (1885-1978), zijn ze de overgrootouders van Luc Terlinden, aartsbisschop van Mechelen-Brussel. 
Ze kregen vijf zoons en een dochter:
- Charles-Alexis Terlinden, hoogleraar, burggraaf (vanaf 1925), x Marguerite Orban de Xivry (1885-1912), xx Elisabeth Verhaegen (1889-1982).
- Georges Terlinden (1879-1912), luitenant, x burggravin Marie-Madeleine Davignon (1881-1962).
  - Philippe Terlinden (1906-1978), baron (vanaf 1925).
- Marthe Terlinden (1881-1978), x baron Gaston de Bethune, luitenant-kolonel.
- Jacques Terlinden (1885-1978), luitenant-generaal, baron (vanaf 1925), x Germaine Ectors.
- André Terlinden (1888-1945), burgerlijk ingenieur, kabinetschef minister van financies, industrieel, baron (vanaf 1925), x Madeleine Hainguerlot.
- Etienne Terlinden (1891-1914), doctor in de rechten, gesneuveld in Duffel op 5 oktober 1914.

Georges Terlinden werd doctor in de rechten en doorliep een loopbaan in de Belgische magistratuur, die hij bekroonde als procureur-generaal bij het Hof van Cassatie. Hij bekleedde dit ambt onder meer gedurende de Eerste Wereldoorlog, tijdens dewelke hij de onafhankelijkheid van de rechtbanken tegenover de bezetter moest verdedigen. Hij was ook voorzitter van de Hoge Jachtraad.
Vanwege zijn verzetshouding tijdens de oorlog, werd hij in 1921 vereerd met de bij eerstgeboorte overdraagbare adellijke titel van burggraaf. Terwijl de oudste zoon al vanaf 1925, bij leven van zijn vader, de titel van burggraaf mocht dragen, werden op zelfde datum aan twee zoons en aan een zoon van een al overleden zoon, de titel baron toegekend, overdraagbaar bij mannelijke eerstgeboorte.

## Strijd voor een onafhankelijke magistratuur tijdens Wereldoorlog I

### Het gerecht onder de bezetting
Toen het Duitse leger het grootste deel van het Belgisch grondgebied bezette, gaf de Belgische regering opdracht aan de magistratuur om gewoon het werk van de rechtbanken verder te zetten. Op die manier werd een essentieel deel van de eigen soevereiniteit behouden. De rechterlijke macht kwam hierdoor in een delicate positie terecht. Onder moeilijke omstandigheden moest ze het eigen rechtssysteem handhaven en tevens weerstaan aan de bemoeiingspogingen van de bezetter.
Onvermijdelijk speelde de magistratuur hierbij een belangrijke politieke rol, al was het maar omdat ze de bezetter bijstond in het handhaven van de openbare orde. De bezetter erkende de onafhankelijkheid van de Belgische rechtbanken, op voorwaarde dat ze zich niet tegen de bezettingsmacht keerden. In de loop van de jaren werd een ongemakkelijke modus vivendi uitgewerkt, op basis van de Conventie van Den Haag. Op die basis kon de rechtsmacht gedurende het grootste deel van de bezetting werken. Het is pas begin februari 1918 dat hieraan een einde kwam, terwijl op 26 maart 1918 de Duitse gouverneur-generaal zijn voornemen aankondigde om Duitse rechtbanken op te richten.
Dit was het gevolg van wat zich in de twee maanden voordien had voorgedaan. Eind december 1917 had de Raad van Vlaanderen, hiertoe aangezet door August Borms, de onafhankelijkheid van Vlaanderen uitgeroepen. In januari 1918 kondigden aanplakbrieven deze beslissing aan. Op 7 februari gaf het Brusselse Hof van Beroep opdracht aan zijn procureur-generaal om de auteurs van deze aanslag tegen de natie te vervolgen. De procureur liet twee activistische kopstukken arresteren. Hoewel de Duitsers de onafhankelijkheidsverklaring niet hadden op prijs gesteld en niet hadden erkend, beschouwden ze de arrestaties als een regelrechte aanval op hun Flamenpolitik en de reactie liet dan ook niet op zich wachten: de gearresteerden werden op Duits bevel vrijgelaten, de voorzitters van het Brusselse Hof werden naar Duitsland gedeporteerd en de overige raadsheren werden op non-actief gesteld. Daarop hield het Hof van Cassatie een algemene vergadering, die besliste alle activiteiten op te schorten, zonder echter ontslag te nemen. Hierop begon de bezetter aan discussies die tot een transactie hadden moeten leiden, maar Cassatie bleef het been stijf houden. Vele rechtbanken sloten zich bij het protest aan en weldra was het hele rechterlijk apparaat lamgelegd. De Duitsers besloten toen maar zelf burgerlijke en correctionele rechtbanken onder Duits gezag op te richten. Veel kwam daarvan echter in de laatste bezettingsmaanden niet in huis.
Na de oorlog werd deze episode van verzet vanwege de Belgische rechtsmacht, door de procureurs-generaal in hun openingsreden in de verf gezet, als een van de grote daden van nationaal verzet.

### Georges Terlinden tijdens de oorlog
Georges Terlinden werd, door het ontbreken van een minister van Justitie, rechtstreeks geconfronteerd met het benoemen van opvolgers, bij emeritaat of overlijden van magistraten. Door verlenging van mandaten of door benoemen van tijdelijken, kon hij de gelederen voldoende zuiver houden en Duitse inmenging verhinderen. Het werd anders in de zomer van 1917 toen de activisten een Vlaams ministerie van Justitie oprichtten. De secretaris-generaal Florimond Heuvelmans, eiste onmiddellijk de lijst op van vacante posten binnen de magistratuur, wat de procureurs-generaal van Brussel en Gent weigerden, terwijl ze aan de Duitsers lieten weten dat ze geen enkele inmenging zouden dulden in de benoemingen. Het bleef daarop stil, maar eind 1917 - begin 1918 werden, na de Vlaamse onafhankelijkheidsverklaring, met Duitse instemming, activistische vrederechters benoemd.
Nog zwaarder woog het probleem van de rechtsgeldigheid van de wettelijke bepalingen die door de bezetter werden opgelegd. Plaatselijke rechtbanken gaven hierover uiteenlopende interpretaties, die er, na de beroepsprocedure, het Hof van Cassatie toe noopten officieel stelling te nemen. De hoogste magistraten, zoals de procureur-generaal, stonden het meest voor de gewetensvraag, of ze een compromis moesten zoeken of frontale botsing verkiezen.
Tot in februari 1918 was het Hof van Cassatie verdeeld tussen voor- en tegenstanders van compromissen. Over maatregelen met rechterlijke implicaties, genomen door de bezetter, werd steeds heftig gediscussieerd en meestal kregen de voorstanders van een compromis de bovenhand. Een minderheid was nochtans al van in 1916 voorstander van een harde houding, zo niet zelfs van een opschorting van de werkzaamheden. In tegenstelling met deze uiteenlopende houdingen, werd de beslissing van februari 1918 eenparig genomen. De onafhankelijkheid van de magistratuur kwam immers in het gedrang en daarover was geen compromis mogelijk.
Uit de archiefstukken is gebleken dat Georges Terlinden een eerder gematigde houding aannam en niet weigerde om met de Duitsers te onderhandelen en zelfs compromissen te sluiten, vaak door bemiddeling van de Spaanse diplomaat, markies de Villalobar (1864-1926). Toen nochtans het ultieme incident van februari 1918 zich voordeed en tot de staking van het Hof van Cassatie werd beslist, was hij al even radicaal als alle anderen.

## Domein Schiplaken

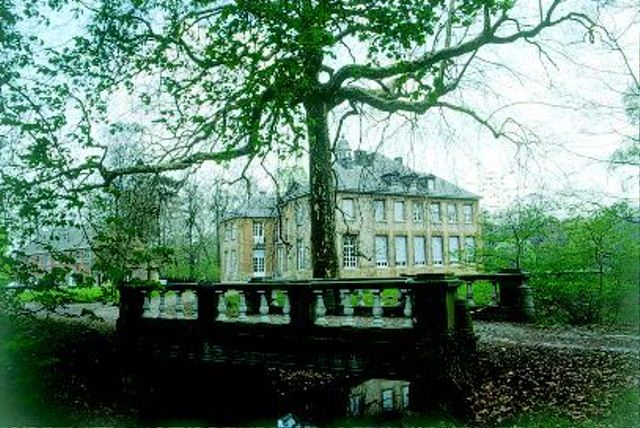
Het in 1920 herbouwde kasteel van Schiplaken

In 1886 huurde Georges Terlinden in het Brabantse gehucht Schiplaken, het Kasteel Schiplaken als zomerverblijf en hij kocht het hele domein in 1894 aan van graaf Paul de Meeûs (1841-1922). Omdat het uit 1822 daterende kasteel nogal wat mankementen vertoonde, werd het grondig verbouwd en verrees in 1897 een nagenoeg nieuw kasteel, naar Italiaans model.
Minder dan twee decennia later werd het in 1914 tijdens de slag van Schiplaken door de Duitse troepen geplunderd en in brand gestoken. In 1920 verrees een nieuw kasteel in neoclassicistische stijl, zeer gelijkend op het oorspronkelijk kasteel van 1822, naar ontwerp van de Brusselse architect Jules Petit. 
Samen met de oudere bijgebouwen ontsnapte het tijdens de Tweede Wereldoorlog aan vernieling, hoewel het zowel door Belgische,  Duitse als Amerikaanse troepen werd bezet. Tijdens de 18-daagse veldtocht van mei 1940 diende het, op aanbod van kolonel SBH baron Jacques Terlinden, eigenaar van het domein, even als hoofdkwartier voor het zich terugtrekkende artillerieregiment dat onder zijn bevel stond. Het omliggende Schiplakenbos en Steentjesbos werden toen grotendeels verwoest door de gevechten. Na de oorlog kreeg het kasteel nieuwe eigenaars, terwijl nazaten Terlinden zich in de nabijheid vestigden in het landhuis Lindenhof en ook nog een gedeelte van het Schiplakenbos in eigendom behielden.

## Het "Huis der Kunsten"

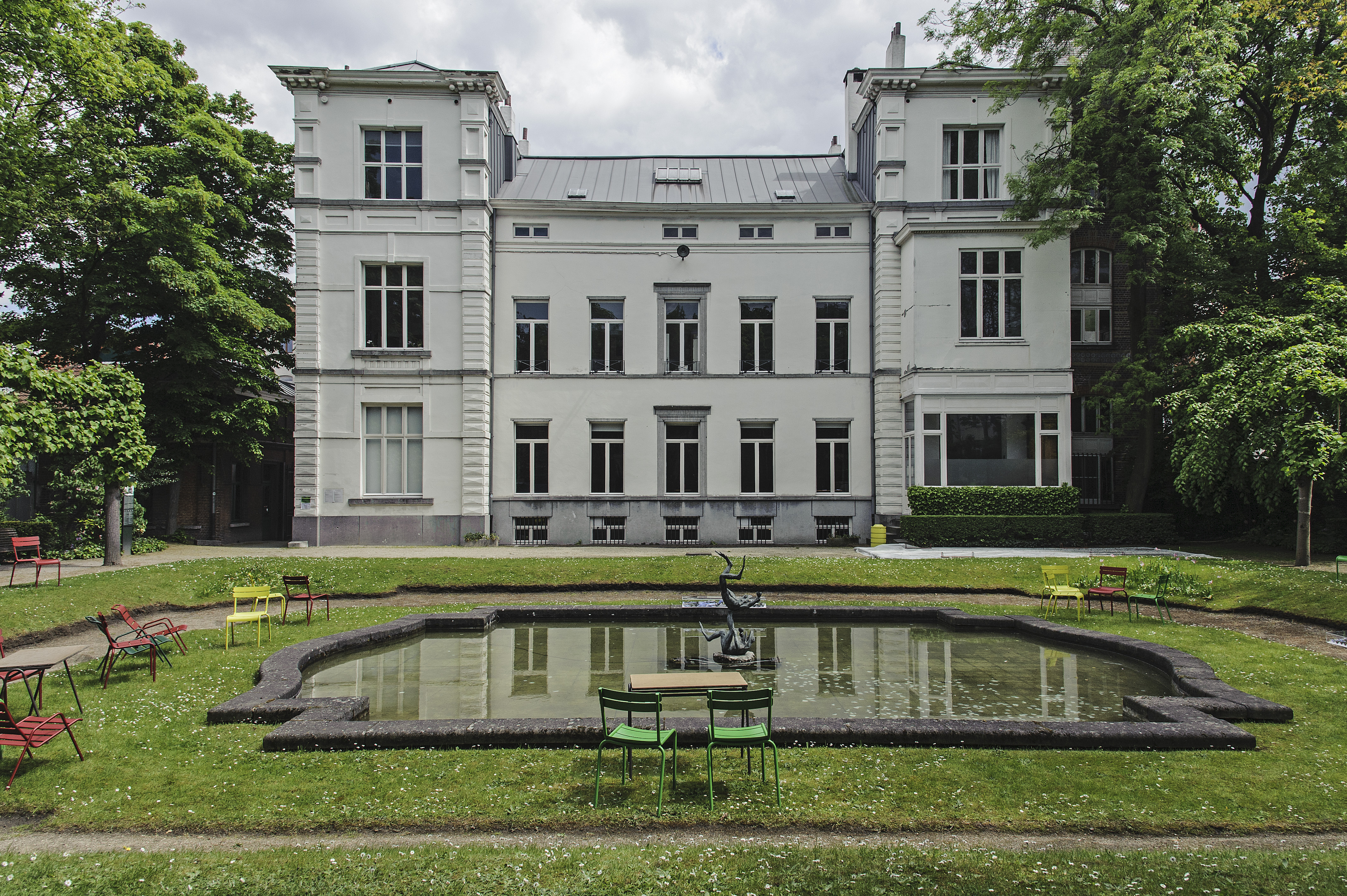
Tuingevel van het "Huis van de Kunsten"

De winterresidentie van Georges Terlinden bevond zich in Schaarbeek. Het ging om het "kasteel in de stad" dat behoorde aan zijn echtgenote en dat ze erfden van haar vader Alexis Eenens.
Ze bleven er wonen tot aan hun dood, waarna de erfgenamen in 1950 het domein verkochten aan de gemeente Schaarbeek, die er een culturele bestemming aan gaf onder de naam Huis der Kunsten.

## Publicatie
- La Magistrature belge sous l’occupation allemande. Souvenirs de guerre, août 1914 - octobre 1918, rede door procureur-generaal Terlinden op de plechtige openingszitting, 1 oktober 1919, Brussel, 1919.

## Bron
- Dagboek van Georges Terlinden, van 25 juli 1914 tot 27 november 1918, onuitgegeven.

Het dagboek bestaat uit 53 cahiers van uiteenlopend formaat. Het wordt bewaard in de archieven van de Université catholique de Louvain, waar het deel uitmaakt van de persoonlijke archieven neergelegd door zijn zoon, professor Charles-Alexis Terlinden.

## Eerbetoon
- Een bronzen borstbeeld van Georges Terlinden staat opgesteld naast de Heilige Familiekerk (1907) van Schiplaken. De parochie werd op zijn initiatief gesticht en de kerk, evenals de pastorie en de lagere school op zijn kosten gebouwd.
- Hij was houder van talrijke eretekens, waaronder:
  - grootkruis in de Kroonorde,
  - grootofficier in de Leopoldsorde,
  - grootlint in de Orde van Isabella de Katholieke (Spanje),
  - grootlint in de Kroonorde (Italië).